# Depot von Staré Místo
Das Depot von Staré Místo (auch Hortfund von Staré Místo) ist ein Depotfund der frühbronzezeitlichen Aunjetitzer Kultur aus Staré Místo im Královéhradecký kraj, Tschechien. Es datiert in die Zeit zwischen 2000 und 1800 v. Chr. Das Depot befindet sich heute im Regionalmuseum in Jičín.

## Fundgeschichte
Das Depot wurde 1932 im Osten von Staré Místo auf einem Feld bei der Eisenbahnstation entdeckt. Die genauen Fundumstände sind unbekannt.

## Zusammensetzung
Das Depot besteht aus drei Bronzegegenständen: zwei Bruchstücke von Ösenhalsringen bzw. Ringbarren und ein Randleistenbeil. Die beiden Ringbruchstücke sind neuzeitlich zerbrochen, eventuell gehörten sie zu einem Ring. Auch das Beil ist in der Mitte zerbrochen, dieser Bruch geschah aber möglicherweise bereits in vorgeschichtlicher Zeit. Zusammen mit den Bronzegegenständen wurden Keramikscherben gefunden; möglicherweise war das Depot in einem Gefäß niedergelegt worden.